# Liqüefacció de gasos
La liqüefacció de gasos és un procés que consisteix en una sèrie de fases i que es fa servir per transformar un gas en un líquid. Els processos de liqüefacció de gasos s'utilitzen amb fins científics, industrials i comercials. Molts gasos es poden convertir en líquids a pressió atmosfèrica normal amb un simple refredament; alguns, com el diòxid de carboni, també necessiten pressurització. La liqüefacció es fa servir per analitzar les propietats fonamentals de les molècules del gas (forces intermoleculars), per emmagatzemar gasos, com per exemple GLP, i en refrigeració i aire condicionat. El gas és liquat al condensador, on s'allibera la calor de vaporització, i s'evapora a l'evaporador, on s'absorbeix la calor de vaporització. L'amoníac fou el primer d'aquests refrigerants, però ha estat substituït per compostos derivats del petroli i halògens.
Se subministra oxigen líquid als hospitals per convertir-lo en gas pels pacients que pateixen problemes respiratoris, i el nitrogen líquid és utilitzat pels dermatòlegs i pels inseminadors, per congelar semen. El clor liquat és transportat per després dissoldre'l en aigua, per tal d'utilitzar-lo per la purificació d'aigua, el sanejament de residus industrials, el clavegueram i les piscines, el blanqueig de polpa i tèxtils, i l'elaboració de tetraclorur de carboni, glicol i nombrosos altres orgànics compostos com el gas fosgè. Es feu servir com arma bèl·lica a la Primera Guerra Mundial a Flandes i en forma gasosa a Ypres (Bèlgica), tot i que els obusos estaven plens de líquid.
La liqüefacció de l'heli mitjançant el cicle Hampson-Linde conduí a un Premi Nobel per Heike Kamerlingh Onnes el 1913. A pressió ambiental, el punt d'ebullició de l'heli liquat és 4,22 K(-268.93 °C). Per sota de 2,17 K, 4He té moltes propietats sorprenents: escala les parets del contenidor, presenta viscositat zero i no ofereix cap sustentació a una ala contra la qual flueix.
La liqüefacció de gasos és un procés complicat que utilitza diverses compressions i expansions per assolir pressions elevades i temperatures molt baixes, utilitzant, per exemple, turboexpandidores.
La liqüefacció d'aire s'utilitza per obtenir nitrogen, oxigen i argó separant els components de l'aire per destil·lació.